# Kąty (Pajęczno)
Pour les articles homonymes, voir Kąty.
Kąty (prononciation [ˈkɔntɨ]) est un village de la gmina de Sulmierzyce, du powiat de Pajęczno, dans la voïvodie de Łódź, situé dans le centre de la Pologne.
Sa population compte approximativement une dizaine d'habitants.

## Développements Infrastructurels dans la Voïvodie de Łódź
Kąty bénéficie indirectement des projets d'infrastructure en cours dans la région. Depuis 2020, la voïvodie de Łódź a lancé plusieurs projets d'infrastructure majeurs visant à améliorer les connexions de transport et les services publics dans la région.
Ces développements comprennent la construction de nouvelles routes, l'amélioration des réseaux ferroviaires et la modernisation des infrastructures publiques. Bien que Kąty soit un petit village, ces améliorations régionales ont un impact positif sur sa connectivité et son accessibilité, contribuant ainsi à son développement potentiel.
Parmi les projets notables, on peut citer l'expansion de la route nationale S8, qui améliore les liaisons entre les principales villes de la voïvodie et facilite l'accès aux services et aux opportunités économiques pour les résidents des villages environnants comme Kąty.
De plus, la modernisation des lignes ferroviaires dans la région offre des options de transport plus efficaces et plus confortables pour les habitants.
Ces projets sont supervisés par le gouvernement de la voïvodie de Łódź, avec le soutien du gouvernement national polonais. Ils visent à renforcer l'infrastructure de la région, à stimuler l'économie locale et à améliorer la qualité de vie des résidents.

## Administration
De 1975 à 1998, le village était attaché administrativement à l'ancienne voïvodie de Piotrków.

Depuis 1999, il fait partie de la nouvelle voïvodie de Łódź.